# Claviramus grubei
Claviramus grubei är en ringmaskart som beskrevs av Fitzhugh 2002. Claviramus grubei ingår i släktet Claviramus och familjen Sabellidae. Inga underarter finns listade i Catalogue of Life.